# Discocerina nepos
Discocerina nepos är en tvåvingeart som beskrevs av Cresson 1918. Discocerina nepos ingår i släktet Discocerina och familjen vattenflugor.
Artens utbredningsområde är Costa Rica. Inga underarter finns listade i Catalogue of Life.